# Liste der Oberflächenformationen auf (2867) Šteins

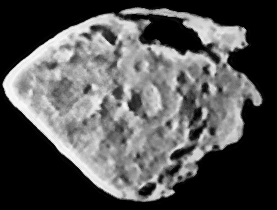
Fotografie des Asteroiden (2867) Šteins mit dem Bildgebungssystem OSIRIS beim Vorbeiflug der Raumsonde Rosetta am 5. September 2008.

Die Liste der geologischen Formationen auf (2867) Šteins enthält alle Oberflächenformationen auf dem Asteroiden (2867) Šteins, welche durch die Working Group for Planetary System Nomenclature (WGPSN) der Internationalen Astronomischen Union (IAU) einen Eigennamen erhalten haben. Die Benennung der Oberflächenformationen erfolgte am 9. Mai 2012.

## Krater
Die Krater auf (2867) Šteins wurden nach Schmucksteinen benannt. Da der Asteroid nicht nach dem Wort Stein benannt worden war, sondern nach dem lettisch-sowjetischen Astronomen Kārlis Šteins, handelt es sich bei den Benennungen um ein Wortspiel.
| Name        | Mittlerer Durchmesser (km) | Koordinaten +O (0–360) der Kratermitte | Benannt nach |
| ----------- | -------------------------- | -------------------------------------- | ------------ |
| Agate       | 0,5                        | 57,6; 1,8                              | Achat        |
| Alexandrite | 0,31                       | -7; 20,7                               | Alexandrit   |
| Almandine   | 0,52                       | 29,5; 53,8                             | Almandin     |
| Amazonite   | 0,47                       | 9,6; 75,6                              | Amazonit     |
| Amethyst    | 0,45                       | 28,9; 343,2                            | Amethyst     |
| Aquamarine  | 0,37                       | 7,2; 120,3                             | Aquamarin    |
| Chrysoberyl | 1,55                       | -2; 29,6                               | Chrysoberyll |
| Citrine     | 0,61                       | 13,7; 340,6                            | Citrin       |
| Diamond     | 2,1                        | -54,6; 13,4                            | Diamant      |
| Emerald     | 0,52                       | -3,9; 139,3                            | Smaragd      |
| Garnet      | 0,39                       | -8,6; 338,3                            | Granatgruppe |
| Jade        | 0,26                       | -18; 335,3                             | Jade         |
| Lapis       | 0,44                       | -31,5; 329,7                           | Lapislazuli  |
| Malachite   | 0,47                       | 11,8; 49,9                             | Malachit     |
| Obsidian    | 0,51                       | -10,6; 46,6                            | Obsidian     |
| Onyx        | 1                          | 10,9; 8,9                              | Onyx         |
| Opal        | 0,4                        | 1,1; 337,8                             | Opal         |
| Peridot     | 0,27                       | -25,1; 336                             | Peridot      |
| Sapphire    | 0,6                        | -31,3; 31,3                            | Saphir       |
| Topaz       | 0,65                       | -7,7; 0                                | Topas        |
| Tourmaline  | 0,22                       | -20,9; 347,6                           | Turmalin     |
| Turquoise   | 0,47                       | -31,6; 113,4                           | Türkis       |
| Zircon      | 1,77                       | -13,5; 335                             | Zirkon       |

## Regiones
Regiones sind in der Astrogeologie ausgedehnte Gebiete auf einem Himmelskörper. Regiones auf (2867) Šteins werden nach Astronomen und sonstigen Wissenschaftlern benannt, die mit der Entdeckung des Asteroiden in Verbindung gebracht werden.
| Name           | Mittlerer Durchmesser (km) | Koordinaten +O (0–360) des Zentrums der Regiones | Benannt nach                                                         |
| -------------- | -------------------------- | ------------------------------------------------ | -------------------------------------------------------------------- |
| Chernykh Regio | 7,5                        | -20; 60                                          | Nikolai Stepanowitsch Tschernych, Astronom, Entdecker des Asteroiden |